# Eurosport News
Eurosport News è stato un canale televisivo all news sportivo, con aggiornamenti continui su tutte le discipline del mondo, 24 ore al giorno. Esso trasmetteva un nuovo telegiornale ogni quarto d'ora.
Il canale era una finestra sempre aperta sui grandi avvenimenti come i più importanti tornei di tennis, le gare di Coppa del mondo di sci, il calcio internazionale e il campionato mondiale di motociclismo; inoltre tanti aggiornamenti live, sintesi ed interviste esclusive.
Inizialmente disponibile in chiaro in analogico in condivisione di frequenza con Rai News, Eurosport News è divenuto disponibile in Italia solo attraverso la piattaforma televisiva Sky, venendo inserito nel channel pack "News & International". L'emittente ha cessato le trasmissioni in Italia il 1º febbraio 2011, a seguito del mancato rinnovo del contratto e il 1º gennaio 2018 a livello globale.

## Loghi
| 1º settembre 2000 - 4 aprile 2011 | 5 aprile 2011 – 12 novembre 2015 | 13 novembre 2015 – 1º gennaio 2018 |
| --------------------------------- | -------------------------------- | ---------------------------------- |

## Slogan
- Lo sport non si ferma mai (2000-2001)
- 24 ore al giorno, 7 giorni alla settimana. Tutto lo sport, tutte le emozioni (2014-2016)
- Le notizie sportive sempre, ovunque (2016-2018)